# HMS Monarch (1868)
Panserskibet HMS Monarch var det første store søgående krigsskib i Royal Navy, der havde sine svære kanoner anbragt i kanontårne. Navnet betyder monark, og skibet var det fjerde af foreløbigt fem skibe i Royal Navy med dette navn.

## Konstruktionen
Skibet var designet af Royal Navys chefkonstruktør Edward Reed, men han var bundet af to vigtige krav: Skibet skulle have fuld rigning, og det skulle have et ekstra dæk i forskibet. Admiralitetet havde ikke tillid til dampmaskineriets holdbarhed, og man ønskede et sødygtigt skib, der kunne operere i al slags vejr. Resultatet blev et kompromis, som Reed ikke var særlig stolt af. Han skrev, især om Monarch og det samtidige Captain: "Jeg er modstander af visse egenskaber hos alle de tårnskibe med rigning, jeg endnu har set." Reed havde i stedet ønsket et skib, hvor de to tårne var anbragt i forskib og agterskib, uden generende rigning. Med kanonerne midtskibs, var de omgivet af master og rigning, og havde et meget begrænset skudfelt. Bortset fra placeringen af kanonerne var Monarch et avanceret design, og det var det hidtil hurtigste britiske panserskib, en rekord, der ellers havde tilhørt Warrior. Hurtigheden blev blandt andet opnået ved, at man vendte tilbage til et lidt slankere design, hvor forholdet mellem længde og bredde var 5,7:1. Dette forhold blev først overgået af Dreadnought, der omtrent havde dimensionerne 6:1. Skibets maskineri var også det hidtil kraftigste i et britisk krigsskib og der var i tilgift et hjælpemaskineri, der drev kanontårne, ankerspil og ror.

## Artilleri
Med Monarch fik Royal Navy for første gang et skib med 30,5 cm kanoner. Udviklingen af kanoner gik særdeles hurtigt i 1860'erne: Warriors kanoner vejede 4,8 tons stykket, og affyrede granater, der vejede 68 pund (30,9 kg). Kanonerne på Monarch vejede 25 tons stykket, og granaterne vejede 600 pund (272,4 kg). Man holdt stadig fast i brugen af forladere, men selv med dette mere besværlige princip kunne Monarchs kanontårne affyre en salve hvert andet minut. Granaternes rækkevidde var 6,3 km.
For at kompensere for de manglende skudmuligheder forud og agterud, var der opstillet to 17,8 cm kanoner på fordækket og én på agterdækket.

## Tjeneste
Monarch indgik i 1869 i den britiske Kanalflåde, hvor den gjorde tjeneste til 1872. Derpå fulgte et eftersyn, og i 1874 blev skibet igen en del af Kanalflåden. I 1876-77 var det i Middelhavet, efterfulgt af et nyt eftersyn i England og igen tjeneste ved Middelhavsflåden i 1878-85. Skibet deltog i bombardementet af Alexandria i 1882, hvor det affyrede 125 af sine tunge granater mod byens fæstningsværker. I 1885 fulgte et nyt eftersyn i England, hvorefter Monarch indgik i Kanalflåden 1885-90. I 1890 blev det besluttet at modernisere skibet. Moderniseringen bestod primært i at installere nyt maskineri, der dog kun øgede skibets fart til 15,8 knob. Desuden kom der nye lette kanoner til forsvar mod torpedobåde, og rigningen blev erstattet med militærmaster. Moderniseringen strakte sig over en periode på syv år, så først i 1897 kom Monarch på en ny opgave, denne gang som vagtskib ved Simon's Town i Sydafrika. Denne tjeneste varede til 1902, hvorefter skibet endelig udgik af Royal Navys flådeliste efter 33 år, hvilket giver det den længste tjenestetid af alle britiske panser- og slagskibe. Monarch blev i Sydafrika som depotskib, og fik i 1904 navnet ændret til Simoon. I 1905 blev det sendt retur til England, hvor det blev solgt året efter.
I sit første aktive år fik Monarch en særlig opgave. Den kendte amerikanske bankmand og filantrop George Peabody var død i London, og kort efter hans død modtog den britiske handelsminister John Bright et anonymt telegram, hvori der stod: "Den første og bedste opgave for Monarch vil være at bringe Peabody hjem". Telegrammet kom på et tidspunkt, hvor der i USA stadig var udbredt misfornøjelse med Storbritannien, fordi landet under den amerikanske borgerkrig havde drevet omfattende handel med Konføderationen. USA havde efter borgerkrigen reduceret sin flåde til et minimum, og da Monarch blev søsat i 1868, havde de amerikanske aviser skabt en del opstandelse ved at beskrive, hvordan skibet ville være i stand til at sejle tværs over Atlanten og bombardere de amerikanske byer efter forgodtbefindende – hvilket absolut var muligt i teorien. Den britiske premierminister Gladstone greb denne mulighed for at rette op på forholdet mellem landene, og Monarch blev sendt til USA med Peabodys kiste. Flere år senere indrømmede Andrew Carnegie over for John Bright, at det var ham, der havde sendt telegrammet. Fordi han i 1869 havde været relativt ung og ukendt, havde Carnegie valgt at sende telegrammet anonymt.